# Aso (Grecia)

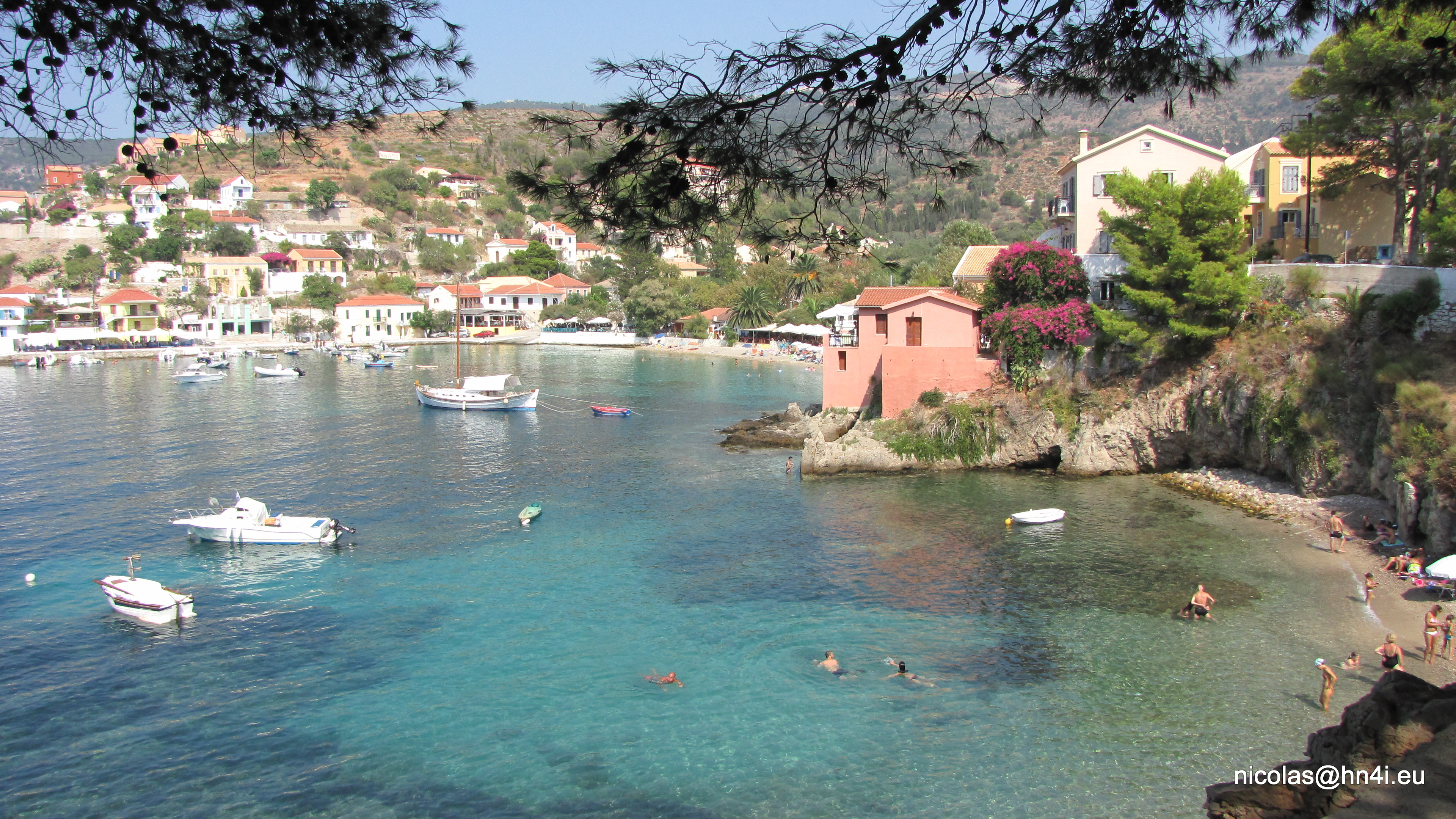
Pueblo de Aso.

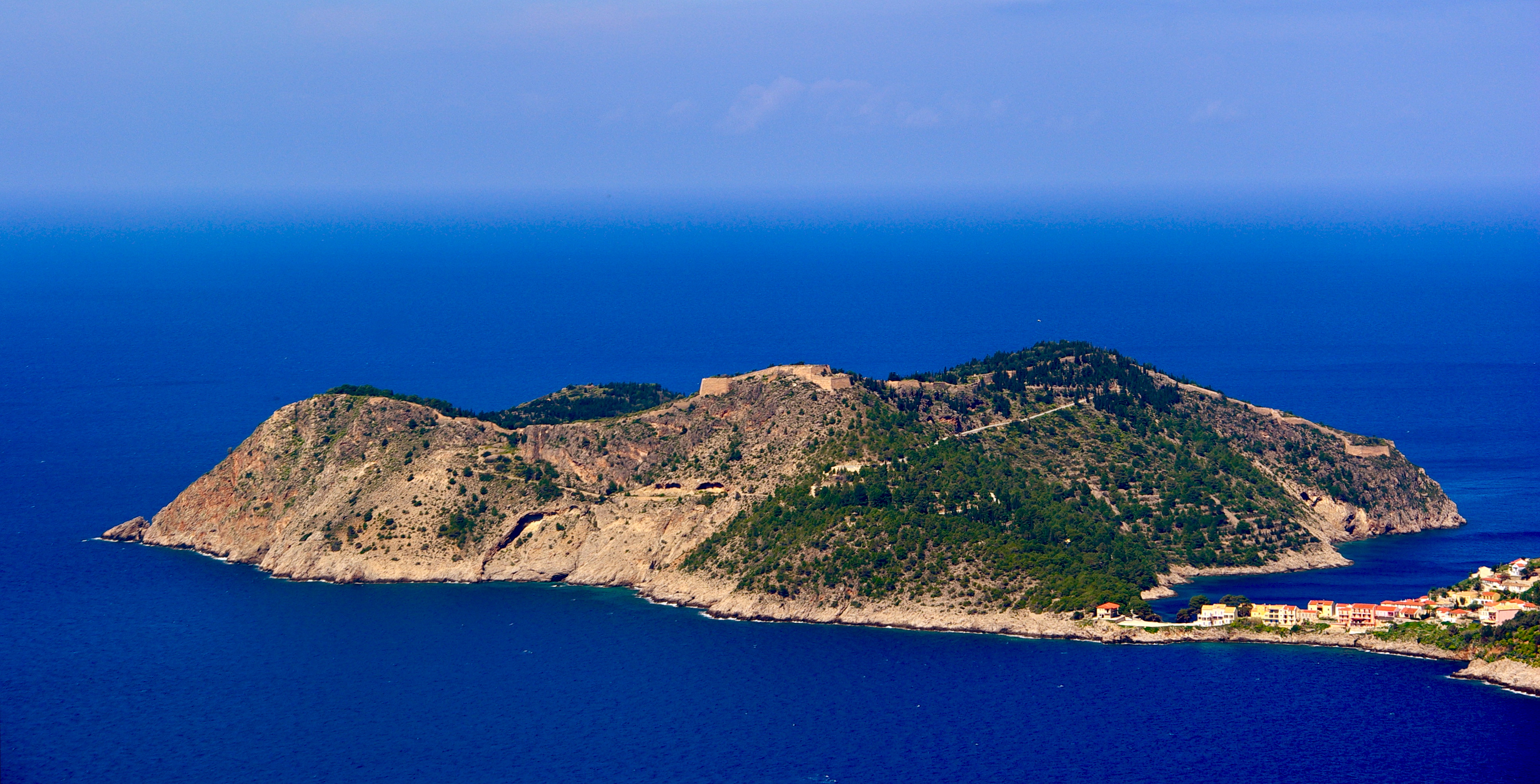
Fortaleza veneciana de Aso.

Aso, también escrito como Asos (griego: Άσος) o Assos (griego: Άσσος), es un pequeño pueblo costero en la península de Eriso, en la parte noroeste de la isla de Cefalonia (Grecia).
En el censo de 2011 contaba con una población de 88 habitantes y en el de 2021, con 61 habitantes. Está a una altitud media de 20 metros sobre el nivel del mar, a una distancia por carretera de 40 kilómetros al norte de Argostoli.

## Historia
La etimología del nombre de la localidad no puede determinarse directamente a partir de los textos griegos más antiguos en los que aparece, ya que a veces, también está escrito como Naxos de lo que deriva Naxo.
Aso fue fundado a finales del siglo XVI, durante el dominio veneciano. El centro de la localidad estaba originalmente ubicado en la fortaleza que los venecianos construyeron en la pequeña península, fundada sobre el más antiguo de los cuatro bastiones, después de que se agregaran dos más. Aquí residió uno de los prefectos de Cefalonia, ya que Aso era la capital administrativa del norte de Cefalonia desde 1593. Marino Gentilini, ingeniero militar italiano, recibió del Senado veneciano en 1593-1595 el encargo de construir el castillo de Aso, uno de los más grandes de Grecia.
La fortaleza relativamente bien conservada tiene una forma casi cuadrada y en sus 4 esquinas existe un número igual de bastiones, que llevan los siguientes nombres: Agios Markos (el suroeste), Agios Ioannis tou Komi (el sureste y la acrópolis), Respuna (el noroeste) y Mora (el noreste). Entre los dos últimos se encuentran Santa María, el quinto bastión, más pequeño, así como Campusa, el sexto más al norte de Mora.
El castillo de Aso se construyó inicialmente con la idea de que protegiera a las poblaciones locales en caso de un ataque invasor de turcos o piratas de paso, pero por diversas razones, como la falta de manantiales naturales para el abastecimiento de agua, nunca se adoptó como fortaleza y poco a poco se fue abandonando.
Tras la disolución de la República de Venecia en 1797, Aso siguió el destino de las islas Jónicas. Muchos de los defensores suliotas de Kiafa tras su rendición en 1822, y después de que los ingleses, que entonces ocupaban las islas Jónicas, los sometieran a una purga de 70 días, se instalaron en Aso. Tras la unión de las islas Jónicas con Grecia, un decreto real de 8 de enero de 1866 estableció el municipio de Aso, que incluía los pueblos de Vary, Defaranata, Drapanitika, Karya, Kothreas, Kokolata, Komitata, Kontes, Kulumos, Neochorio, Patrikata, Platia, Pyrgos y el asentamiento de Frouri.

## Actualidad
Aso está considerado como un pueblo turístico con encanto, con sus casas encaladas en colores pastel y donde domina en su extremo noroccidental los restos de la fortaleza veneciana.
En los alrededores, a 13 kilómetros al sur, se encuentra la bella playa de Myrto.